# Gabriella Varga
Gabriella Hopka-Varga, née le 7 avril 1992 à Budapest, est une escrimeuse hongroise, championne d'Europe de fleuret. Elle est la fille du champion olympique de lutte gréco-romaine János Varga. 

## Carrière
Gabriella Varga obtient plusieurs victoires en coupe du monde junior en 2001, et perd en finale du championnat du monde junior la même année, battue par Małgorzata Wojtkowiak. 
Elle obtient dès 2003 le plus important résultat de sa carrière en gagnant le championnat d'Europe senior en 2003 en battant Valentina Vezzali, déjà triple championne d'Europe, double championne du monde et championne olympique. Ce titre demeure le seul, sur le plan individuel, d'une carrière achevée en 2018. Elle a cependant remporté le championnat d'Europe par équipes une fois, en 2007.
Varga a participé à deux Jeux olympiques, avec pour meilleur résultat un quart de finale aux Jeux olympiques de 2004 à Athènes. Victorieuse de Svetlana Boyko, elle est éliminée par Giovanna Trillini. Quatre ans plus tard, aux Jeux olympiques de 2008, elle s'arrête un tour plus tôt en perdant contre Nam Hyun-hee. Durant ces Jeux, elle dispute également l'épreuve par équipes. Pourtant favorites et disposant d'un tableau abordable pour une médaille, les Hongroises sont éliminées en demi-finales par les États-Unis (33-35) puis battues par l'Italie (23-32) pour le bronze.
Après sa carrière sportive, Varga poursuit sa route dans le domaine de l'escrime en devenant maître d'armes. Elle enseigne dans son club du ZFW Fencing de Londres.

## Palmarès
- Championnats d'Europe d'escrime
  -  Médaille d'or par équipes aux championnats d'Europe d'escrime 2007 à Gand
  -  Médaille d'or aux championnats d'Europe d'escrime 2003 à Bourges
  -  Médaille d'argent par équipes aux championnats d'Europe d'escrime 2008 à Kiev
  -  Médaille d'argent par équipes aux championnats d'Europe d'escrime 2002 à Moscou
  -  Médaille de bronze aux championnats d'Europe d'escrime 2013 à Zagreb
  -  Médaille de bronze aux championnats d'Europe d'escrime 2009 à Plovdiv

## Classement en fin de saison
| Année | 2001 | 2002 | 2003 | 2004 | 2005 | 2006 | 2007 | 2008 | 2009 | 2010 | 2011 | 2012 | 2013 | 2014 | 2015 | 2016 | 2017 | 2018 |
| ----- | ---- | ---- | ---- | ---- | ---- | ---- | ---- | ---- | ---- | ---- | ---- | ---- | ---- | ---- | ---- | ---- | ---- | ---- |
| Rang  | 29   | 38   | 21   | 7    | 15   | 39   | 14   | 16   | 10   | 21   | 27   | 52   | 33   | 43   | 17   | 92   | NC   | 240  |